# Pterynotus elongatus
Pterynotus elongatus, tên tiếng Anh: club murex, là một loài ốc biển, là động vật thân mềm chân bụng sống ở biển thuộc họ Muricidae, họ ốc gai.

## Miêu tả
Kích thước vỏ ốc khoảng 50 mm và 100 mm

## Phân bố
Loài này phân bố ở Biển Đỏ và ở hải vực Ấn Độ Dương-Tây Thái Bình Dương.